# Orx
Orx (gaskonsko Òrcs) je naselje in občina v francoskem departmaju Landes regije Akvitanije. Naselje je leta 2009 imelo 495 prebivalcev.

## Geografija
Kraj leži v pokrajini Gaskonji 33 km jugozahodno od Daxa.

## Uprava
Občina Orx skupaj s sosednjimi občinami Bénesse-Maremne, Capbreton, Josse, Labenne, Saint-Jean-de-Marsacq, Sainte-Marie-de-Gosse, Saint-Martin-de-Hinx, Saint-Vincent-de-Tyrosse, Saubion in Saubrigues sestavlja kanton Saint-Vincent-de-Tyrosse s sedežem v Saint-Vincentu. Kanton je sestavni del okrožja Dax.

## Zanimivosti
- cerkev sv. Martina iz 12. stoletja, francoski zgodovinski spomenik od leta 1972,
- naravni rezervat močvirje Orx.